# Ізоляційні покриття трубопроводів
Ізоляційні покриття трубопроводів (англ. pipeline insulation coating; нім. isolierende Rohrumhüllungen f pl, Rohrleitungsisolationen f pl) — покриття, що служать для захисту трубопроводу від корозії, наносяться на йо-го поверхню в трасових, базових або заводських умовах. В залежності від наявності блукаючих струмів, призначення і особливостей прокладання трубопроводу, а також корозійної активності ґрунтів вони відрізняються матеріалами, пошаровим складом і товщиною (норма-льний або посилений тип). Застосовують бітумні, полімерні, лакофарбові, склоемалеві і бетонні ізоляційні покриття, а також алюмінієві і цинкові покриття (наносяться на базі газотермічним способом), жирові мастила (для північних районів) і ін.
ІЗОЛЯЦІЙНО-УКЛАДАЛЬНІ РОБОТИ (рос. изоляционно-укладочные работы; англ. sheathing and laying; нім. Isolierungsmaßnahmen bei Verlegungsarbeiten) — очищення зовнішньої поверхні труби, ізоляція і укладання її в траншею під час будівництва магістральних трубопроводів. Розрізняють суміщений і окремий способи проведення ізоляційно-укладальних робіт.